# Cree Cicchino
Cree Cicchino (New York, 2002. május 9. –) amerikai színésznő és táncosnő.

## Pályafutása
Szülei Chris és Lori Cicchino, Jayce pedig az ikertestvére. Négyéves kora óta táncos, különösen kedveli a hiphop és a jazz funk stílusait. Allergiás a kagylókra, a mustárra, a szójára, a földimogyoróra, a tejtermékekre, a tojásra és a diófélékre, ezért az iskolában étkezéskor egyedül kellett ülnie egy speciális ebédasztalnál. 
A színészkedést Cree akkor kezdte, amikor az édesanyja beíratta egy színjátszókörbe, ahol rövid és vicces jeleneteket adtak elő. Első szerepe egy TV sorozatban volt, a Alexis Joy VIP Access-ben, 2011-ben. Következő szerepére négy évet kellett várni, amikor szerepet kapott egy TV filmben, a Nickelodeon – Karácsonyi kelepce (Nickelodeon's Ho Ho Holiday Special) címűben. Aztán, ugyanebben az évben felvették a Nickelodeon TV sorozatához, a Game Shakers nevezetűhöz, amelyben az egyik főszereplő lányt, Babe-et játssza, aki alkalmazásokat készít és fejleszt barátnőjével, Kenzie-vel (Madisyn Shipman). Ez a legismertebb szerepe.

## Filmográfia

### Film
| Év   | Magyar cím              | Eredeti cím              | Szerep  | Magyar hang    |
| ---- | ----------------------- | ------------------------ | ------- | -------------- |
| 2020 | Éjszaka meglepetésekkel | The Sleepover            | Mim     | Pekár Adrienn  |
| 2022 |                         | Stay Awake               | Melanie |                |
| 2022 |                         | FBF                      | Annie   |                |
| 2024 | Teknősök végtelen sora  | Turtles All the Way Down | Daisy   | Staub Viktória |
| 2025 |                         | Twinless                 | Bianca  |                |

### Televízió
| Év        | Magyar cím                       | Eredeti cím                                    | Szerep                            | Megjegyzés                                    |
| --------- | -------------------------------- | ---------------------------------------------- | --------------------------------- | --------------------------------------------- |
| 2015–2019 | Game Shakers                     | Game Shakers                                   | Babe                              | - főszereplő - magyar hangja: - Károlyi Lili  |
| 2015      |                                  | Nickelodeon's Ultimate Halloween Costume Party | Önmaga                            | különkiadás                                   |
| 2015      | Nickelodeon – Karácsonyi kelepce | Nickelodeon's Ho Ho Holiday                    | Fred                              | - különkiadás - magyar hangja: - Károlyi Lili |
| 2015–2017 | Bajusz Birodalom                 | Whisker Haven                                  | Kagyló (hangja)                   | 4 epizód                                      |
| 2016      |                                  | Nickelodeon's Ultimate Halloween Haunted House | önmaga                            | különkiadás                                   |
| 2017      | Hawaii futam                     | Paradise Run                                   | önmaga                            | - 3 epizód - magyar hangja: - Tóth Rozina     |
| 2017      | Veszélyes Henry                  | Henry Danger                                   | Babe                              | - 1 epizód - magyar hangja: - Mayer Szonja    |
| 2018      |                                  | Me, Myself & I                                 | Julia                             | 1 epizód                                      |
| 2018      | Veszélyes Tini kalandjai         | The Adventures of Kid Danger                   | Quinn (hangja)                    | 1 epizód                                      |
| 2019–2020 |                                  | Mr. Iglesias                                   | Marisol Fuentes                   | főszerep                                      |
| 2021–2022 | És egyszer csak…                 | And Just Like That...                          | Luisa Torres                      | mellékszereplő (7 epizód)                     |
| 2022      | Robotcsirke                      | Robot Chicken                                  | Buborék / Nellie / Alice (hangja) | 1 epizód                                      |
| 2022–2023 | Végtelen égbolt                  | Big Sky                                        | Emily Arlen                       | mellékszereplő (13 epizód)                    |

## További információ
- Cree Cicchino a Facebookon
- Cree Cicchino az Internetes Szinkronadatbázisban (magyarul)
- Cree Cicchino az Internet Movie Database-ben (angolul)
- Cree Cicchino a Rotten Tomatoeson (angolul)